# Bulgarian Energy Holding
Bulgarian Energy Holding — болгарский энергетический холдинг, контролирует компании в сферах транспортировки и продажи природного газа, добычи угля и производства электроэнергии. Полностью контролируется государством (Министерством энергетики Болгарии).

## История
Основной предшественник — Государственная нефтегазовая компания Болгарии, основанная в 1973 году для приёма и распределения природного газа из СССР. В 1975 году переименована в Gasosnabdyavane, а в 1990 году — в Bulgargaz. В 1993 году реорганизована в государственную акционерную компанию. В сентябре 2008 года был создан Болгарский энергетический холдинг, в который были объединены газовые, угольные и электроэнергетические государственные компании страны.

## Деятельность
Холдинг контролирует основные электрогенерирующие мощности и линии электропередач Болгарии, участвует в проектах по транзиту природного газа в Грецию, Турцию и Сербию.
Является крупнейшим в Болгарии производителем электроэнергии, 23 млрд кВт-часов в 2020 году, из них 73 % на АЭС «Козлодуй», 17 % — на угольной ТЭС, 10 % — на гидроэлектростанциях.
Основные подразделения по состоянию на 2021 год:
- Электроэнергия — выручка 9,09 млрд левов;
- Природный газ — выручка 2,72 млрд левов;
- Уголь — выручка 0,6 млрд левов.

## Дочерние компании
Основные дочерние компании и совместные предприятия по состоянию на 2021 год:
- NPP Kozloduy EAD (атомная электростанция «Козлодуй», 100 %)
- Bulgargaz EAD (газоснабжение, 100 %)
- Bulgartransgaz EAD (транспортировка и хранение природгого газа, 100 %)
- Mini Maritsa-Iztok EAD (угледобыча, 100 %)
- TPP Maritsa East 2 EAD (тепловая электростанция, 100 %)
- Natsionalna Electricheska Kompania EAD (производство и распределение электроэнергии, 100 %)
- Electricity System Operator EAD (управление электросетями, 100 %)
- Bulgartel EAD (телефония, 100 %)
- Professional Football Club Beroe — Stara Zagora EAD (футбольный клуб «Берое», 100 %)
- ICGB AD (строительство газопроводов, 50 %)
- South Stream Bulgaria AD (строительство газопроводов, 50 %)
- Transbalkan Electric Power Trading S.A. — NECO S. A (торговля электроэнергией, Греция, 50 %)
- SEleNE CC (обеспечение безопасности электросетей юго-восточной Европы, Греция, 25 %)
- Gastrade S.A. (строительство терминала по приёму сжиженного газа, Греция, 20 %)
- ContourGlobal Maritsa East 3 AD (производство электроэнергии, 27 %)
- Contour Global Operations Bulgaria AD (обслуживание ТЭС, 27 %)
- ZAD Energy (страховая компания, 48 %)
- POD Allianz Bulgaria AD (пенсионное страхование, 34 %)
- Hydro Power Company Gorna Arda AD (строительство гидроэлектростанций, 24 %)